# Thomas Palmer (Radsportler)
Thomas Palmer (* 28. Juni 1990) ist ein australischer Bahn- und Straßenradrennfahrer.
Thomas Palmer gewann bei den Oceania Games 2006 in Melbourne in der Juniorenklasse die Bronzemedaille im Punktefahren und Silber im Scratch. Im nächsten Jahr wurde er in Aguascalientes Junioren-Weltmeister im 1000-m-Zeitfahren und im Teamsprint der Jugendklasse gewann er die Bronzemedaille. Bei der Weltmeisterschaft 2008 in Kapstadt wurde er Erster in der Mannschaftsverfolgung sowie im Madison und im 1000-m-Zeitfahren gewann er die Silbermedaille. Seit 2009 fährt Palmer für das australische Continental Team Drapac Porsche.

## Erfolge – Bahn
2007
- Weltmeister – 1000-m-Zeitfahren (Junioren)

2008
- Weltmeister – Mannschaftsverfolgung (Junioren) mit Luke Davison, Rohan Dennis und Luke Durbridge
- Weltmeister – Madison (Junioren) mit Luke Davison

## Erfolge – Straße
2009
- eine Etappe Tour de Okinawa (EZF)

2010
- drei Etappen Tour of the Murray River
- eine Etappe Tour de Okinawa (EZF)

2011
- eine Etappe Tour de Okinawa (EZF)

2012
- eine Etappe New Zealand Cycle Classic
- Tour de Okinawa

2013
- eine Etappe New Zealand Cycle Classic

## Teams
- 2008 Drapac-Porsche Development Program
- 2009 Drapac Porsche Cycling
- 2010 Drapac Porsche Cycling
- 2011 Drapac
- 2012 Drapac Cycling
- 2013 Drapac Cycling
- 2014 Drapac Professional Cycling